# Пираньи 3D
«Пира́ньи 3D» (англ. Piranha 3D, во многих промо-материалах именуется, как «Piranha») — американский комедийный фильм ужасов режиссёра Александра Ажа, ремейк одноимённого фильма 1978 года. Премьерный показ в США состоялся 20 августа 2010 года, в России фильм вышел на экраны 26 августа. Над сценарием картины работали Джош Столберг и Пит Голдфингер, сценаристы слэшера «Крик в общаге». Фильм является ремейком первого фильма 1978 года и четвёртой частью во всей серии по счёту.
В фильме снимались Элизабет Шу, Адам Скотт, Джерри О'Коннелл, Винг Реймс, Джессика Зор, Стивен Р. МакКуин, Кристофер Ллойд и Ричард Дрейфус. Во время весенних каникул на озере Виктория, популярном прибрежном курорте, подземные толчки выпускают в озеро сотни доисторических плотоядных пираний. Местный полицейский Джули Форестер (Элизабет Шу) и несколько незнакомцев должны объединить усилия чтобы уничтожить хищных существ, прежде чем они начнут нападать на людей.
Картина «Пираньи 3D» получила в целом положительные отзывы, а кинокритики оценили ее как веселый и развлекательный фильм категории «Б». Это был кассовый успех, собрав более 83 миллионов долларов по всему миру при бюджете в 24 миллиона долларов. Продолжение, «Пираньи 3DD», было выпущено в 2012 году и потерпело неудачу у критиков и с коммерческой точки зрения.

## Сюжет
Действие фильма разворачивается на озере Виктория в Аризоне. Озеро находится в кратере, образованном извержением вулкана в доисторические времена, и когда начинаются подземные толчки, на дне образуется разлом, из которого появляются пираньи. Первой их жертвой становится пожилой рыбак, чей труп находят шериф Джули Форрестер и её помощник. Они сопровождают нескольких сейсмологов-дайверов, которые прибыли для обследования разлома. Двое из них, Сэм и Паула, ныряют в разлом и видят огромную пещеру, в которой находится икра, после чего становятся жертвами пираний, которые нападают на них. Третьему сейсмологу Новаку удаётся вытащить только тело Паулы и одну из рыб. Шериф и Новак обращаются к ихтиологу Карлу Гудману, который говорит, что эти пираньи принадлежат к виду, вымершему миллионы лет назад.
Поняв, что отдыхающим жителям грозит опасность, шериф пытается объявить чрезвычайное положение. Однако на пляжи озера прибыли 20 000 школьников и студентов, у которых начались весенние каникулы. Они не хотят выходить из воды, и вскоре их атакуют полчища голодных пираний. В результате нападения около 50 человек погибают и сотни получают увечья.
Тем временем сын шерифа Джейк, который должен был следить за братом Зейном и сестрой Лаурой, уезжает на яхте с Дерриком, режиссёром порнофильмов. Деррик просит парня показать ему красивые места; на яхте также две актрисы (Дэнни и Кристал), а также Эндрю, помощник Деррика; там же оказывается одноклассница Джейка Келли, которой он давно симпатизирует. Забравшись в дальний уголок озера, Деррик снимает эротические кадры. Вдруг Джейк видит на песчаном острове брата с сестрой: нарушив уговор сидеть дома, они поплыли рыбачить, но их лодку унесло течением. Детей берут на яхту, которая позже садится на мель и начинает тонуть. Пираньи набрасываются на Эндрю, Кристал и Деррика, оказавшихся за бортом; в итоге Эндрю удаётся выбраться на берег (это остаётся за кадром), Кристал погибает, а Деррика удаётся вытащить из воды, но он очень серьёзно ранен и поэтому умирает. Джейк звонит матери, которая с Новаком прибывают на катере и пытаются спасти героев, находящихся на яхте; спасёнными оказываются Джейк, Келли, Зейн и Лаура. Они подрывают яхту и из-за взрыва погибают все пираньи.
Звонит ихтиолог, который сообщает, что те пираньи оказались не взрослыми особями, а лишь мальками. Тут из воды выпрыгивает взрослая пиранья, которая убивает Новака.

## В ролях
| Актёр                  | Роль                                |
| ---------------------- | ----------------------------------- |
| Элизабет Шу            | шериф Джули Форестер                |
| Стивен Р. Маккуин      | Джейк Форестер старший сын шерифа   |
| Сэйдж Райан            | Зейн Форестер младший сын шерифа    |
| Бруклин Пру            | Лаура Форестер дочь шерифа          |
| Джессика Зор           | Келли одноклассница Джейка          |
| Винг Рэймс             | помощник шерифа Фэллон              |
| Адам Скотт             | сейсмолог Новак Радзински           |
| Кристофер Ллойд        | ихтиолог Карл Гудман                |
| Джерри О'Коннелл       | порнорежиссёр Деррик Джонс          |
| Келли Брук             | Дэнни профессиональная стриптизёрша |
| Райли Стил             | Кристал подруга Дэнни               |
| Рикардо Антонио Чавира | сейсмолог-дайвер Сэм                |
| Дина Мейер             | сейсмолог-дайвер Паула Монтеллано   |
| Ричард Дрейфус         | пожилой рыбак Мэтт Бойд             |
| Элай Рот               | Уит                                 |
| Пол Шеер               | кинооператор Эндрю «Дрю» Каннингем  |
| Эшлинн Брук            | чирлидерша                          |
| Джианна Майклз         | девушка, занимающаяся парасейлингом |

Джианна Майклз, Райли Стил и Эшлинн Брук являются известными американскими порноактрисами. Помимо них в картине также приняли участие для массовки и другие модели и порноактрисы.
Дрейфус заявил, что злополучный персонаж, которого он играет, является пародией и почти реинкарнацией Мэтта Хупера, персонажа, которого он изобразил в фильме «Челюсти» (1975), с которым его персонаж носит одно и то же имя. «Челюсти» послужили источником вдохновения для оригинального фильма из полной серии фильмов «Пираньи», «Пираньи» 1978 года. Песня, которую персонаж в «Пираньи 3D» слушает по радио на своей лодке, называется «Show Me the Way to Go Home», которую Ричард Дрейфус, Рой Шайдер и Роберт Шоу поют вместе на борту лодки Квинта Orca in Jaws.
Элай Рот, Эшлинн Брук, Бонни Морган, Женевьева Александра и Джанна Майклс появляются как весенние каникулы, которые встречают ужасную смерть, а Франк Халфун и Джейсон Списак изображают депутатов.
Джо Данте (режиссер оригинальной «Пираньи») и Джеймс Кэмерон (режиссер «Пираньи 2: Нерест») были выбраны на роли капитанов лодок, которые дают подросткам уроки безопасности. Но от этой роли отказались, потому что Кэмерон был слишком занят.

## Производство

### Разработка
Подающие надежды тогдашние сценаристы Джош Столберг и Пит Голдфингер написали специальный сценарий под названием «Рыба-убийца» для продюсера Дж. Тодда Харриса, правообладателя, нанятого для «Пираньи 3D» из-за их ограниченных полномочий в то время. Харрис был впечатлен сценарием, и дуэт был официально принят на работу. В 2004 году, в преддверии успеха своего фильма «Кровавая жатва», французский режиссер Александр Ажа получил предложение снять фильм под названием «Пираньи: Озеро Хавасу». Ажа восхищался сценарием, но хотел смягчить комедийные аспекты сценария в пользу большего «ожидания и напряжения». К июню 2005 года Чак Рассел должен был стать режиссером фильма, и он сильно переписал черновик Столберга/Голдфингера, а также включил элементы из оригинального сценария Джона Сэйлза, который Джо Данте поставил в первый раз. Chiller Films и Марк Кантон должны были продюсировать фильм, а Dimension Films приобрела права на распространение в январе 2006 года. Видение Рассела фильма, стоимость которого оценивается в 23 миллиона долларов, было описано как «подводный триллер», в отличие от проекта Столберга и Голдфингера, действие которого происходило во время весенних каникул. К декабрю 2006 года съемки планировалось начать весной 2007 года. К марту 2007 года Ажа вернулся к проекту, поскольку Рассел ушел с поста директора. Наряду с режиссурой Аджа подписал контракт на продюсирование фильма и переписывание сценария со своим партнером по кинопроизводству Грегори Левассером.

### Подготовка к производству
В апреле 2009 года в фильме снялись Элизабет Шу, Адам Скотт, Винг Реймз и Ричард Дрейфус. В следующем месяце к актерскому составу присоединились Джессика Зор, Джерри О'Коннелл и Кристофер Ллойд. Дрейфус, сначала не решавшийся высмеивать свою карьеру, в конце концов согласился сняться в фильме, получив более высокую оплату от продюсеров.

### Съемки фильма
Производство фильма должно было начаться в конце 2008 года, но было отложено до марта 2009 года. В октябре 2008 года Ажа заявил, что съемки начнутся весной. Далее он заявил: «Это такой сложный фильм не только из-за его технической сложности и компьютерной графики, но и потому, что все это происходит в озере. Мы должны были начать съемки сейчас, но чем дольше он будет оставаться, тем холоднее будет Действие фильма происходит во время весенних каникул, и, конечно, студия хотела, чтобы он был готов к лету, но если у вас есть 1000 человек, которых нужно убить в воде, вам нужно дождаться подходящей температуры для воды, для погоды, для всего».
Съемки проходили в мае 2009 года на канале Бриджуотер в Лейк-Хавасу, расположенном в Лейк-Хавасу-Сити, штат Аризона. Вода также была окрашена в красный цвет для стрельбы. Во время съемок было использовано около 80 000 галлонов поддельной крови.
Отвечая на вопрос о ее подводной сцене с Райли Стил, Келли Брук сказала: «Это было действительно сложно. Задерживать дыхание, когда целовалась с кем-то таким горячим, как Стил. Мне пришлось научиться задерживать дыхание на очень долгое время». Брук также сказал, что паре пришлось «много попрактиковаться», прежде чем снимать сцену.

### Послепроизводственный этап
Ссылаясь на ограничения, связанные с установками 3D-камеры, Ажа снял «Пиранью» в 2D и преобразовал в 3D на этапе постобработки с использованием процесса 3D-преобразования, разработанного Майклом Родериком и используемого компанией Inner-D. В отличие от некоторых других фильмов, преобразованных в 3D, выпущенных в 2010 году, преобразование «Пираньи» не было сделано запоздало, и это был один из первых процессов после преобразования, который был хорошо принят критиками.
Спустя восемь лет после выхода фильма на экраны Ажа рассказал о спорах на постпродакшне, возникших при завершении фильма. Он утверждал, что Dimension нашла художников по эффектам, которые были намного дешевле, чем те, которых они нанимали в настоящее время, в том числе художники, которые никогда раньше не занимались конверсией. К июню 2010 года для фильма не было завершено ни одной пираньи, в результате чего Ажа обратился в Гильдию режиссеров Америки с просьбой удалить его имя из титров из-за разочарования. Боб Вайнштейн пронюхал об этом и уволил всех художников, вместо этого наняв всех доступных поставщиков визуальных эффектов, чтобы закончить фильм. Вдобавок к этому исполнительный продюсер Харви Вайнштейн предположительно ненавидел фильм, ожидая, что он будет больше соответствовать «Челюстям», а не «Челюстям сошли с ума», как выразился Ажа.

## Выход
Дата выхода Пираньи 3D в кинотеатрах была назначена на 16 апреля 2010 года, но была отложена. Премьера фильма планировалась на 27 августа 2010 года, но в июне 2010 года была перенесена на 20 августа 2010 года. Первый трейлер фильма дебютировал с «Аватаром». Второй трейлер был показан в репродукциях «Кошмара на улице Вязов» и «Начало». Панель должна была состояться 24 июля 2010 года в рамках San Diego Comic-Con International, но была отменена после того, как организаторы съезда решили, что кадры, которые планировалось показать, неуместны. На веб-сайты просочились девять минут видеозаписи с некоторыми незавершенными эффектами. Клип, использованный в рекламной телевизионной рекламе, и трейлер, в котором персонаж Джессики Зор, Келли, лицом к лицу со стаей пираний, не использовались в фильме и использовались только для рекламы.
Официальный постер был выпущен 22 июня 2010 года.

### Сборы
Пираньи 3D собрали 10 млн. долларов за первые 3 дня, заняв 6 место в прокате США. В Великобритании Пираньи 3D вышли на четвертой строчке по кассовым сборам, заработав 1 487 119 фунтов стерлингов. Пираньи 3D в итоге заработали 83 188 165 долларов по всему миру, что дало зеленый свет производству продолжения.

## Критика
Фильм получил в основном положительные отзывы. Он имеет рейтинг одобрения 74% на агрегаторе обзоров Rotten Tomatoes и средний балл 6,2 из 10 на основе 127 обзоров. На Metacritic фильм получил 53 балла на основе 20 обзоров, что указывает на смешанные отзывы.
Empire поставила фильму три звезды из пяти, сказав: «Помните фильм, которым вы надеялись, что Змеи на самолете будут - вот он! трудно устоять. Это наклейка на бампере фильма: гудок, если вы любите сиськи и запекшуюся кровь! 3D уморительно, умно кроваво. Простые слова не могут описать, насколько ужасно грубый фильм Пираньи 3D, насколько он чрезвычайно интересен и как срочно вы должны отправиться в кинотеатр, чтобы увидеть его. Например, сейчас».
HollywoodLife.com назвал фильм: «манерный шедевр кино», добавив: «Если в вашем теле есть капелька веселья, вам понравится этот фильм о пираньях-убийцах, которые настигают город красоток - в 3D!»
Питер Холл из Cinematical.com сказал: «Кровь, нагота, язык, приколы, персонажи - все это всегда на подъеме. возможно, не станет еще более смешным, что фильм достиг своего пика, Аже и сценаристам Питу Голдфингеру и Джошу Столбергу удается вбить еще один шприц с адреналином в его сердце». - приятная порция позднего летнего хлама, который ловко прибивает насмешливый дух оригинала Роджера Кормана», заявляя при этом: «Челюсти, это не так - Ажа проявляет мало терпения к таким вещам, как драматическое напряжение и туго свернутое напряжение, и там есть несколько бесспорно изменчивых фрагментов ... но он никогда не упускает из виду потенциальный фактор веселья, заложенный в сценарии Пита Голдфингера и Джоша Столберга».
Орландо Сентинел дал фильму полторы звезды из четырех, заявив, что «Пиранья 3D идет на яремную вену. И вообще промахивается, но вообще в забавной форме».

### Домашние СМИ
Фильм был выпущен в форматах DVD, Blu-ray и Blu-ray 3D 11 января 2011 года. Часть названия «3D» была удалена из 2D-релизов, чтобы не путать два формата. Фильм был выпущен в Австралии 30 декабря 2010 года. Фильм был впервые показан по британскому телевидению на 5 канале 10 февраля 2013 года в формате 2D.

## Сиквел
Dimension Films анонсировала продолжение вскоре после выхода первого фильма. Это фильм «Пираньи 3DD», режиссер Джон Гулагер, сценарий написали Патрик Мелтон и Маркус Данстан. Он был выпущен 1 июня 2012 года. В нем снимались Даниэль Панабейкер, Мэтт Буш, Дэвид Кокнер, Крис Зилка, Катрина Боуден и Гэри Бьюзи, а Винг Реймс, Пол Шир и Кристофер Ллойд повторяют свои роли из «Пираньи 3D». Действие 3DD происходит в аквапарке, где пираньи пробираются по трубам.
После выпуска он не вызвал положительной критической реакции своего предшественника и собрал всего 8 493 728 долларов.